# Molalan
Molalan är en ort i Azerbajdzjan.   Den ligger i distriktet Lerik Rayonu, i den södra delen av landet, 210 km sydväst om huvudstaden Baku. Molalan ligger 815 meter över havet och antalet invånare är 1 035.
Terrängen runt Molalan är kuperad åt nordost, men åt sydväst är den bergig. Närmaste större samhälle är Lerik, 8,7 km söder om Molalan. 
Trakten runt Molalan består i huvudsak av gräsmarker. Runt Molalan är det ganska tätbefolkat, med 60 invånare per kvadratkilometer.